# Hurá za ním
Hurá za ním je český film pro děti s detektivní zápletkou natočený v roce 1988. V zoologickém koutku domu pionýrů a mládeže se ztratil rys a probíhá rozsáhlé pátrání, kterému velí kpt. Váňa. Toho ztvárnil Vladimír Menšík ve své poslední filmové roli.

## Osoby a obsazení
| Vladimír Menšík    | kpt. Váňa     |
| Pavol Mikulík      | por. Paleček  |
| Karel Semerád      | Norovský      |
| Karol Čálik        | Cejpek        |
| Ivan Řehák         | lesák         |
| Milan Vágner       | cizinec       |
| Jiří Tomek         | Koldas        |
| Peter Debnár       | Faďa Kramář   |
| Eva Matalová       | babička       |
| Stevo Maršálek     | prof. Krása   |
| Jaromír Roštínský  | ředitel DPM   |
| Marcel Forman      | Mirek         |
| Kateřina Filípková | Lenka         |
| Lucie Smékalová    | Terezka       |
| Petr Fanta         | Radek         |
| Filip Cociancich   | David         |
| Martin Josefík     | role neurčena |
| Anna Šulajová      | role neurčena |
| Jana Radová        | role neurčena |
| Petr Žižka         | role neurčena |

## Návštěvnost
Od své premiéry v březnu 1989 až do 31. prosince 1994, kdy byl vyřazen z distribuce, vidělo film v českých kinech v rámci 1 443 představení celkem 90 206 diváků.